# منطقه تاریخی هرون–مورتون پلیس
منطقه تاریخی هرون–مورتون پلیس (انگلیسی: Herron–Morton Place Historic District) یک منطقه تاریخی در ایندیاناپلیس می‌باشد که بازسازی و مرمت شده‌است. محدوده این بخش عبارتند از: خیابان ۱۶ شرقی در جنوب، خیابان ۲۲ شرقی در شمال، پنسیلوانیا شمالی در غرب و خیابان مرکزی در شرق.
بخش تاریخی هرون–مورتون به خاطر وجود مجموعه سبک‌های معماری مسکونی اواخر قرن ۱۹ و اوایل قرن ۲۰ مشهور است. بسیاری از خیابان‌های شمالی-جنوبی در هرون-مورتون (شامل خیابان‌های دلاور، آلاباما و نیوجرسی) در ابتدا دارای پیاده‌روهای بزرگ به‌سمت مرکز با خانه‌های بزرگی که اطراف این پیاده‌روها وجود داشت احساس فرحبخشی به انسان دست می‌داد. تنها خیابان نیوجرسی است که آن مناظر و پیاده‌روها را در خیابانهای اصلی حفظ کرده و نمونه‌ای از ظاهر نیمه شمالی محله را ارائه می‌دهد.

## تاریخچه

### قرن ۱۹
منطقه‌ای که هرون –مورتون را تشکیل می‌دهد در اصل بخشی از امتیاز ۶۵ هکتاری زمین بود که در نوامبر ۱۸۲۲ به توماس اونیل اعطا شد. در ۱۸۳۵، اونیل زمین را به ساموئل هندرسون، اولین پستچی پست ایندیاناپلیس و اولین شهردار (۱۸۴۷–۱۸۴۹) فروخت. این زمین عمدتاً توسعه نیافته بود، به غیر از یک منطقه جنگلی ۱۵ هکتاری، که تقریباً با خیابان‌های ۱۹، تالبوت و ۲۲ و خیابان مرکزی کنونی محدود شده‌است. در اواسط قرن نوزدهم، این مکان تبدیل به یک مکان تفریحی معروف به نخلستان هندرسون شد. در سال ۱۸۵۰، هندرسون زمین را فروخت. ۳۲ هکتار غرب خیابان دلاور توسط الیزابت تینکر و منطقه شرق خیابان دلاور توسط ویلیام اوتیس خریداری شد.
در سال ۱۸۵۹، شورای کشاورزی ایالت ایندیانا زمینی را که هنوز توسعه نیافته بود، به عنوان خانه‌ای برای نمایشگاه ایالتی ایندیانا خریداری کرد.
در آغاز جنگ داخلی آمریکا، این منطقه به عنوان مرکز استقرار پیاده‌نظام داوطلب ایندیانا مورد استفاده قرار گرفت. بعداً در جنگ به‌عنوان اردوگاه مورتون، در خدمت اردوگاه اسرای جنگی سربازان کنفدراسیون و فرماندار ایندیانا، الیور اچ.پی.تی. مورتون نامگذاری شد. پس از جنگ داخلی، دوباره به محل نمایشگاه‌های دولتی بازگشت. یک ساختمان نمایشگاه جدید طراحی شده توسط ادوین‌می (خانه فعلی نمایندگان ایالت ایندیانا) در سال ۱۸۷۳ ساخته شد. نمایشگاه ایالتی هر ساله در این محل برگزار می‌شد تا اینکه مکان کنونی نمایشگاه در خیابان ۳۸ در سال ۱۸۹۰ ایجاد شد.

### قرن ۲۰
گسترش خودرو و متعاقب آن گسترش ایندیاناپلیس، افراد مرفه را از قلب شهر و در نتیجه از هرون–مورتون دورتر کرد. میدان‌های مسافرتی در خیابان‌های دلاور و آلاباما در دهه ۱۹۲۰ برداشته شد زیرا جریان تردد در داخل و خارج شهر را کند می‌کرد. هنگامی که رکود اقتصادی بزرگ آغاز شد، بسیاری از خانه‌های تک نفره به خانه‌های چند خانواده تقسیم شد و باعث شد که محله جذابیت خود را بیشتر از دست بدهد. بین سال‌های ۱۹۵۰ تا ۱۹۷۰، مقدار قابل توجهی از سهام مسکن به دلیل آتش‌سوزی و تخریب از بین رفت.

### قرن ۲۱
تلاش‌های احیای عمومی و خصوصی در چند دهه گذشته ادامه داشته‌است. هرون–مورتون در حال حاضر دوباره یکی از محله‌های بسیار توسعه یافته ایندیاناپلیس است و بسیاری از خانه‌هایی که در دهه‌های ۱۹۳۰، ۱۹۴۰ و ۱۹۵۰ به چندین واحد تبدیل شده بودند، اکنون به خانه‌های تک خانواده تبدیل شده‌اند. بخش تاریخی شامل ۵۷۴ ساختمان مشارکتی در نمونه‌های مختلف، نمایانگر معماری به سبک‌های نئوکلاسیک، ملکه آن و تودور احیا است.

## انجمن
از سال ۱۹۵۰، هرون–مورتون میزبان نمایشگاه هنری خیابان تالبوت بود، این نمایشگاه هنری در ژوئن هر سال سالانه در خیابان تالبوت برگزار می‌شود. در سال ۱۹۷۶ انجمن همسایگی هرون–مورتون، برای پیشبرد امر نوسازی خانه و تشویق توسعه اسکان جدید، کاهش جنایت و بازسازی روحیه جامعه تشکیل گردید.
بنیاد همسایگی هرون–مورتون، بودجه‌ای را برای حفظ و نگهداری یک پارک در بلوک ۱۹۰۰ خیابان آلابامای شمالی و دیگر تلاش‌های زیباسازی در سراسر بخش جمع‌آوری می‌کند. این بنیاد در هر سال جهت جمع‌آوری پول برای پارک این منطقه چندین رویداد را برنامه‌ریزی می‌کند که از مهم‌ترین آن‌ها می‌توان به فستیوال سالانه اکتبر در اواخر سپتامبر و یک تور خانگی دو ساله برای خانواده‌ها اشاره کرد.